# Serie A1 i volleyboll 2006–2007 (damer)
Serie A1 2006-2007 i volleyboll för damer utspelade sig mellan 25 november 2006 och 13 juni 2007. Det var den 62:a upplagan av turneringen, som utser de italienska mästarna, och tolv klubblag deltog.  Pallavolo Sirio Perugia blev mästare för första gången genom att besegra Giannino Pieralisi Volley i finalen medan River Volley och Volley 2002 Forlì åkte ur serien. Sheilla de Castro var främsta poängvinnare med 366 poäng.

## Regelverk

### Format
- Tävlingen bestod av en grundserie, där alla möte alla, både hemma och borta och ett slutspel i cupformat.
- De åtta första lagen i serien genomförde sedan en slutspelscup. 
  - Kvartsfinalerna och semifinalerna spelades i bäst av tre matcher. Finaln spelades i bäst av fem matcher.
- De två sista lagen i serien flyttades ner till Serie A2

### Rankningskriterier
Om slutresultatet blev 3-0 eller 3-1 tilldelades 3 poäng till det vinnande laget och 0 till det förlorande laget, om slutresultatet blev 3-2 tilldelades 2 poäng till det vinnande laget och 1 till det förlorande laget. Rankningsordningen i serien definierades utifrån:
- Poäng
- Antal vunna matcher
- Kvot vunna / förlorade set
- Kvot vunna / förlorade poäng.

## Deltagande lag
Tolv lag deltog i serien. Nyuppflyttade från Serie A2 var River Volley, som vann grundserien, och  Jogging Volley Altamura, som vann kvalet.
| Klubb                     | Stad               | Hemmaarena                | Föregående säsong                          |
| ------------------------- | ------------------ | ------------------------- | ------------------------------------------ |
| Jogging Volley Altamura   | Altamura           | PalaBaldassarra           | 3:a i Serie A2; vinnare kvalet             |
| Volley Bergamo            | Bergamo            | PalaNorda                 | 2:a i Serie A1; italiensk mästare          |
| Chieri Torino Volley Club | Chieri             | PalaMaddalene             | 6:a i Serie A1; Kvartsfinaler i slutspelet |
| Volley 2002 Forlì         | Forlì              | PalaGalassi               | 10:a i Serie A1                            |
| Giannino Pieralisi Volley | Jesi               | PalaTriccoli              | 5:a i Serie A1; Final i slutspelet         |
| Asystel Volley            | Novara             | PalaDalLago               | 3:a i Serie A1; Semifinaler i slutspelet   |
| VC Padova                 | Padova             | PalaArcella               | 9:a i Serie A1                             |
| Pallavolo Sirio Perugia   | Perugia            | PalaEvangelisti           | 4:a i Serie A1; Kvartsfinaler i slutspelet |
| Robursport Volley Pesaro  | Pesaro             | PalaDionigi               | 1:a i Serie A1; Semifinaler i slutspelet   |
| River Volley              | Piacenza           | PalaFranzanti             | 1:a i Serie A2                             |
| Santeramo Sport           | Santeramo in Colle | PalaCooper                | 8:a i Serie A1; Kvartsfinaler i slutspelet |
| Vicenza Volley            | Vicenza            | Palasport Stad di Vicenza | 7:a i Serie A1; Kvartsfinaler i slutspelet |

## Turneringen

### Grundserien

#### Resultat
| Första omgången |                   |     |                                   |
|                 |                   |     |                                   |
| 26-11           | Novara-Altamura   | 3-0 | 25-9, 25-16, 25-19                |
| 25-11           | Bergamo-Piacenza  | 3-1 | 25-21, 18-25, 25-21, 25-10        |
| 26-11           | Pesaro-Padova     | 3-1 | 25-21, 25-12, 19-25, 25-21        |
| 26-11           | Jesi-Forlì        | 3-0 | 25-14, 25-19, 25-21               |
| 26-11           | Chieri-Vicenza    | 1-3 | 23-25, 15-25, 25-17, 11-25        |
| 26-11           | Santeramo-Perugia | 3-2 | 25-23, 27-25, 21-25, 20-25, 17-15 |

| Andra omgången |                  |     |                                   |
|                |                  |     |                                   |
| 03-12          | Vicenza-Novara   | 1-3 | 25-15, 11-25, 20-25, 26-28        |
| 03-12          | Altamura-Pesaro  | 2-3 | 19-25, 26-24, 25-22, 14-25, 11-15 |
| 03-12          | Forlì-Bergamo    | 1-3 | 19-25, 19-25, 25-23, 20-25        |
| 03-12          | Perugia-Chieri   | 3-0 | 25-14, 25-15, 25-21               |
| 03-12          | Piacenza-Jesi    | 0-3 | 29-31, 23-25, 20-25               |
| 02-12          | Padova-Santeramo | 3-2 | 25-23, 25-12, 22-25, 24-26, 15-11 |

| Tredje omgången |                   |     |                                   |
|                 |                   |     |                                   |
| 10-12           | Santeramo-Bergamo | 2-3 | 25-21, 25-17, 18-25, 21-25, 16-18 |
| 10-12           | Jesi-Pesaro       | 0-3 | 25-27, 18-25, 21-25               |
| 10-12           | Forlì-Novara      | 0-3 | 12-25, 18-25, 18-25               |
| 10-12           | Chieri-Altamura   | 1-3 | 18-25, 24-26, 25-20, 22-25        |
| 09-12           | Piacenza-Perugia  | 0-3 | 14-25, 18-25, 20-25               |
| 10-12           | Padova-Vicenza    | 3-2 | 27-25, 22-25, 23-25, 25-19, 15-11 |

| Fjärde omgången |                  |     |                                   |
|                 |                  |     |                                   |
| 17-12           | Pesaro-Vicenza   | 3-0 | 25-19, 25-17, 29-27               |
| 16-12           | Bergamo-Padova   | 3-1 | 26-24, 25-16, 22-25, 25-17        |
| 13-12           | Novara-Piacenza  | 3-0 | 25-23, 25-20, 25-11               |
| 17-12           | Altamura-Perugia | 1-3 | 22-25, 27-25, 20-25, 11-25        |
| 17-12           | Jesi-Santeramo   | 3-0 | 25-20, 25-11, 25-17               |
| 17-12           | Chieri-Forlì     | 3-2 | 21-25, 25-11, 25-16, 19-25, 15-11 |

| Femte omgången |                  |     |                                  |
|                |                  |     |                                  |
| 30-12          | Novara-Pesaro    | 3-1 | 25-17, 25-27, 25-23, 26-24       |
| 30-12          | Vicenza-Bergamo  | 0-3 | 22-25, 15-25, 20-25              |
| 29-12          | Perugia-Jesi     | 0-3 | 23-25, 24-26, 21-25              |
| 30-12          | Santeramo-Chieri | 1-3 | 22-25, 20-25, 26-24, 23-25       |
| 30-12          | Piacenza-Forlì   | 2-3 | 25-27, 25-16, 20-25, 25-15, 9-15 |
| 30-12          | Padova-Altamura  | 3-0 | 25-18, 25-22, 25-18              |

| Sjätte omgången |                   |     |                                   |
|                 |                   |     |                                   |
| 30-01           | Bergamo-Novara    | 1-3 | 19-25, 18-25, 25-23, 17-25        |
| 07-01           | Pesaro-Perugia    | 2-3 | 25-21, 25-23, 22-25, 23-25, 9-15  |
| 07-01           | Chieri-Piacenza   | 2-3 | 16-25, 25-22, 14-25, 25-18, 10-15 |
| 07-01           | Santeramo-Vicenza | 1-3 | 22-25, 25-18, 22-25, 20-25        |
| 06-01           | Jesi-Padova       | 3-1 | 25-20, 23-25, 25-13, 25-22        |
| 07-01           | Forlì-Altamura    | 3-2 | 25-21, 25-15, 23-25, 24-26, 15-13 |

| Sjunde omgången |                  |     |                            |
|                 |                  |     |                            |
| 14-01           | Pesaro-Chieri    | 3-0 | 25-22, 25-21, 25-21        |
| 14-01           | Perugia-Bergamo  | 0-3 | 22-25, 22-25, 20-25        |
| 14-01           | Novara-Santeramo | 3-0 | 25-10, 25-20, 26-24        |
| 13-01           | Altamura-Jesi    | 1-3 | 16-25, 27-25, 18-25, 23-25 |
| 14-01           | Padova-Forlì     | 3-0 | 25-19, 25-19, 25-20        |
| 14-01           | Vicenza-Piacenza | 1-3 | 25-20, 18-25, 17-25, 23-25 |

| Åttonde omgången |                    |     |                            |
|                  |                    |     |                            |
| 21-01            | Bergamo-Pesaro     | 1-3 | 23-25, 25-21, 18-25, 20-25 |
| 21-01            | Chieri-Novara      | 0-3 | 24-26, 14-25, 21-25        |
| 20-01            | Forlì-Perugia      | 0-3 | 19-25, 17-25, 15-25        |
| 21-01            | Santeramo-Altamura | 3-0 | 25-18, 25-22, 25-22        |
| 21-01            | Jesi-Vicenza       | 3-0 | 25-16, 25-19, 25-17        |
| 21-01            | Piacenza-Padova    | 3-0 | 25-18, 25-22, 25-19        |

| Nionde omgången |                   |     |                            |
|                 |                   |     |                            |
| 28-01           | Bergamo-Chieri    | 3-0 | 25-15, 25-17, 25-19        |
| 28-01           | Pesaro-Santeramo  | 3-0 | 25-22, 25-21, 25-22        |
| 27-01           | Novara-Jesi       | 3-0 | 25-16, 25-20, 25-23        |
| 28-01           | Perugia-Padova    | 3-1 | 25-15, 24-26, 25-19, 25-19 |
| 28-01           | Vicenza-Forlì     | 3-1 | 23-25, 25-16, 27-25, 25-16 |
| 28-01           | Altamura-Piacenza | 3-0 | 25-19, 25-19, 25-23        |

| Tionde omgången |                    |     |                            |
|                 |                    |     |                            |
| 04-02           | Perugia-Vicenza    | 3-0 | 25-18, 25-16, 25-16        |
| 04-02           | Jesi-Chieri        | 3-1 | 23-25, 25-23, 25-22, 25-17 |
| 04-02           | Altamura-Bergamo   | 0-3 | 21-25, 16-25, 18-25        |
| 03-02           | Forlì-Pesaro       | 0-3 | 14-25, 20-25, 20-25        |
| 04-02           | Padova-Novara      | 1-3 | 25-21, 16-25, 22-25, 21-25 |
| 04-02           | Piacenza-Santeramo | 0-3 | 24-26, 14-25, 9-25         |

| Elfte omgången |                  |     |                                   |
|                |                  |     |                                   |
| 11-02          | Novara-Perugia   | 3-0 | 25-16, 25-20, 25-21               |
| 11-02          | Vicenza-Altamura | 3-2 | 20-25, 25-21, 25-17, 22-25, 15-10 |
| 12-02          | Bergamo-Jesi     | 3-0 | 28-26, 26-24, 25-14               |
| 11-02          | Pesaro-Piacenza  | 3-1 | 25-19, 25-16, 17-25, 25-19        |
| 10-02          | Santeramo-Forlì  | 3-1 | 25-21, 19-25, 25-18, 25-23        |
| 11-02          | Chieri-Padova    | 3-1 | 21-25, 25-22, 25-19, 25-16        |

| Tolfte omgången |                   |     |                                   |
|                 |                   |     |                                   |
| 18-02           | Altamura-Novara   | 3-0 | 25-17, 25-18, 26-24               |
| 17-02           | Piacenza-Bergamo  | 0-3 | 17-25, 21-25, 24-26               |
| 18-02           | Padova-Pesaro     | 3-0 | 27-25, 25-22, 25-21               |
| 18-02           | Forlì-Jesi        | 0-3 | 19-25, 16-25, 20-25               |
| 18-02           | Vicenza-Chieri    | 3-2 | 22-25, 25-19, 25-17, 18-25, 15-12 |
| 18-02           | Perugia-Santeramo | 3-0 | 25-20, 25-16, 25-22               |

| Trettonde omgången |                  |     |                     |
|                    |                  |     |                     |
| 25-02              | Novara-Vicenza   | 3-0 | 25-22, 25-22, 25-12 |
| 25-02              | Pesaro-Altamura  | 3-0 | 25-15, 25-19, 25-18 |
| 25-02              | Bergamo-Forlì    | 3-0 | 25-19, 25-22, 25-21 |
| 24-02              | Chieri-Perugia   | 0-3 | 18-25, 22-25, 20-25 |
| 25-02              | Jesi-Piacenza    | 3-0 | 25-22, 25-17, 25-20 |
| 24-02              | Santeramo-Padova | 0-3 | 19-25, 20-25, 21-25 |

| Fjortonde omgången |                   |     |                                   |
|                    |                   |     |                                   |
| 11-03              | Bergamo-Santeramo | 3-0 | 25-20, 25-20, 25-22               |
| 10-03              | Pesaro-Jesi       | 2-3 | 25-23, 23-25, 23-25, 25-16, 13-15 |
| 10-03              | Novara-Forlì      | 3-0 | 25-19, 25-18, 25-20               |
| 11-03              | Altamura-Chieri   | 0-3 | 28-30, 20-25, 21-25               |
| 10-03              | Perugia-Piacenza  | 3-0 | 25-12, 25-22, 25-16               |
| 11-03              | Vicenza-Padova    | 3-2 | 25-23, 22-25, 28-26, 15-25, 15-9  |

| Femtonde omgången |                  |     |                                   |
|                   |                  |     |                                   |
| 17-03             | Vicenza-Pesaro   | 0-3 | 21-25, 12-25, 20-25               |
| 18-03             | Padova-Bergamo   | 1-3 | 19-25, 25-23, 20-25, 23-25        |
| 14-03             | Piacenza-Novara  | 1-3 | 19-25, 21-25, 25-17, 25-27        |
| 21-03             | Perugia-Altamura | 3-0 | 25-17, 25-17, 25-21               |
| 18-03             | Santeramo-Jesi   | 2-3 | 27-25, 25-18, 17-25, 14-25, 10-15 |
| 18-03             | Forlì-Chieri     | 1-3 | 26-24, 28-30, 19-25, 21-25        |

| Sextonde omgången |                  |     |                                   |
|                   |                  |     |                                   |
| 24-03             | Pesaro-Novara    | 3-2 | 25-27, 25-21, 27-25, 23-25, 15-11 |
| 20-03             | Bergamo-Vicenza  | 2-3 | 25-23, 14-25, 25-17, 20-25, 13-15 |
| 25-03             | Jesi-Perugia     | 3-1 | 20-25, 26-24, 25-22, 25-22        |
| 25-03             | Chieri-Santeramo | 3-0 | 25-12, 25-21, 25-18               |
| 25-03             | Forlì-Piacenza   | 1-3 | 25-20, 18-25, 16-25, 20-25        |
| 25-03             | Altamura-Padova  | 3-0 | 25-21, 25-23, 25-22               |

| Sjuttonde omgången |                   |     |                            |
|                    |                   |     |                            |
| 07-04              | Novara-Bergamo    | 3-1 | 14-25, 25-18, 25-21, 25-23 |
| 06-04              | Perugia-Pesaro    | 3-0 | 25-12, 25-18, 25-22        |
| 07-04              | Piacenza-Chieri   | 0-3 | 22-25, 22-25, 24-26        |
| 07-04              | Vicenza-Santeramo | 3-1 | 22-25, 25-20, 25-21, 25-22 |
| 07-04              | Padova-Jesi       | 1-3 | 22-25, 22-25, 25-23, 23-25 |
| 07-04              | Altamura-Forlì    | 3-0 | 25-23, 25-17, 25-20        |

| Artonde omgången |                  |     |                                   |
|                  |                  |     |                                   |
| 15-04            | Chieri-Pesaro    | 1-3 | 25-19, 23-25, 21-25, 24-26        |
| 14-04            | Bergamo-Perugia  | 3-1 | 25-16, 16-25, 26-24, 25-15        |
| 15-04            | Santeramo-Novara | 2-3 | 25-19, 25-21, 20-25, 21-25, 10-15 |
| 15-04            | Jesi-Altamura    | 3-0 | 25-21, 25-12, 25-20               |
| 15-04            | Forlì-Padova     | 0-3 | 20-25, 19-25, 24-26               |
| 15-04            | Piacenza-Vicenza | 1-3 | 25-23, 19-25, 19-25, 18-25        |

| Nittonde omgången |                    |     |                                   |
|                   |                    |     |                                   |
| 21-04             | Pesaro-Bergamo     | 3-0 | 25-12, 25-15, 25-21               |
| 22-04             | Novara-Chieri      | 3-0 | 25-16, 25-22, 25-20               |
| 22-04             | Perugia-Forlì      | 3-0 | 25-23, 25-18, 25-22               |
| 22-04             | Altamura-Santeramo | 2-3 | 22-25, 25-23, 25-18, 15-25, 15-17 |
| 22-04             | Vicenza-Jesi       | 0-3 | 23-25, 16-25, 13-25               |
| 22-04             | Padova-Piacenza    | 3-0 | 25-21, 25-21, 25-21               |

| Tjugonde omgången |                   |     |                                   |
|                   |                   |     |                                   |
| 25-04             | Chieri-Bergamo    | 0-3 | 25-27, 16-25, 21-25               |
| 25-04             | Santeramo-Pesaro  | 0-3 | 21-25, 20-25, 14-25               |
| 25-04             | Jesi-Novara       | 3-0 | 25-20, 25-23, 25-17               |
| 25-04             | Padova-Perugia    | 0-3 | 16-25, 18-25, 18-25               |
| 25-04             | Forlì-Vicenza     | 3-2 | 20-25, 20-25, 25-23, 25-13, 15-8  |
| 25-04             | Piacenza-Altamura | 3-2 | 28-26, 16-25, 25-18, 23-25, 15-13 |

| Tjugoförsta omgången |                    |     |                            |
|                      |                    |     |                            |
| 29-04                | Vicenza-Perugia    | 0-3 | 13-25, 19-25, 16-25        |
| 28-04                | Chieri-Jesi        | 3-0 | 25-20, 25-15, 25-23        |
| 28-04                | Bergamo-Altamura   | 3-1 | 25-14, 25-14, 24-26, 25-12 |
| 28-04                | Pesaro-Forlì       | 3-0 | 25-21, 25-21, 25-12        |
| 29-04                | Novara-Padova      | 3-0 | 25-9, 26-24, 25-18         |
| 29-04                | Santeramo-Piacenza | 3-0 | 30-28, 25-21, 25-13        |

| Tjugoandra omgången |                  |     |                                   |
|                     |                  |     |                                   |
| 06-05               | Perugia-Novara   | 3-0 | 25-13, 25-13, 25-18               |
| 06-05               | Altamura-Vicenza | 3-0 | 25-21, 25-18, 25-18               |
| 06-05               | Jesi-Bergamo     | 3-2 | 25-20, 14-25, 20-25, 25-16, 15-13 |
| 06-05               | Piacenza-Pesaro  | 0-3 | 23-25, 23-25, 19-25               |
| 06-05               | Forlì-Santeramo  | 3-2 | 25-15, 22-25, 24-26, 25-15, 15-10 |
| 06-05               | Padova-Chieri    | 0-3 | 17-25, 23-25, 26-28               |

#### Sluttabell
| Pos... | Lag                       | Pt | M  | V  | F  | SV | SF | Kvot  | PV    | PV    | Kvot  |
| ------ | ------------------------- | -- | -- | -- | -- | -- | -- | ----- | ----- | ----- | ----- |
| 1.     | Asystel Volley            | 54 | 22 | 18 | 4  | 56 | 20 | 2.800 | 1 776 | 1 552 | 0.757 |
| 2.     | Giannino Pieralisi Volley | 51 | 22 | 18 | 4  | 54 | 23 | 2.347 | 1 803 | 1 616 | 1.115 |
| 3.     | Robursport Volley Pesaro  | 51 | 22 | 17 | 5  | 56 | 23 | 2.434 | 1 858 | 1 644 | 1.130 |
| 4.     | Volley Bergamo            | 49 | 22 | 16 | 6  | 55 | 26 | 2.115 | 1 862 | 1 681 | 1.107 |
| 5.     | Pallavolo Sirio Perugia   | 48 | 22 | 16 | 6  | 52 | 22 | 2.363 | 1 758 | 1 472 | 1.194 |
| 6.     | Chieri Torino Volley Club | 28 | 22 | 9  | 13 | 35 | 44 | 0.795 | 1 723 | 1 786 | 0.964 |
| 7.     | Vicenza Volley            | 25 | 22 | 9  | 13 | 33 | 52 | 0.634 | 1 754 | 1 899 | 0.923 |
| 8.     | VC Padova                 | 23 | 22 | 8  | 14 | 34 | 46 | 0.739 | 1 743 | 1 833 | 0.950 |
| 9.     | Jogging Volley Altamura   | 23 | 22 | 6  | 16 | 31 | 49 | 0.632 | 1 652 | 1 841 | 0.897 |
| 10.    | Santeramo Sport           | 21 | 22 | 6  | 16 | 31 | 53 | 0.584 | 1 751 | 1 904 | 0.919 |
| 11.    | River Volley              | 14 | 22 | 5  | 17 | 21 | 57 | 0.368 | 1 623 | 1 807 | 0.898 |
| 12.    | Volley 2002 Forlì         | 9  | 22 | 4  | 18 | 19 | 62 | 0.306 | 1 618 | 1 886 | 0.857 |

| Kvalificerade för slutspel | Nerflyttade till Serie A2 |

### Slutspel

#### Spelschema
|  | Kvartsfinaler | Kvartsfinaler             | Kvartsfinaler | Kvartsfinaler             | Kvartsfinaler |   |                          | Semifinaler    | Semifinaler | Semifinaler | Semifinaler | Semifinaler | Semifinaler | Semifinaler |  |  | Final | Final | Final | Final | Final | Final | Final |  |
|  |               |                           |               |                           |               |   |                          |                |             |             |             |             |             |             |  |  |       |       |       |       |       |       |       |  |
|  | 1             | Asystel Volley            | 3             | 2                         | 3             |   |                          |                |             |             |             |             |             |             |  |  |       |       |       |       |       |       |       |  |
|  | 1             | Asystel Volley            | 3             | 2                         | 3             |   |                          |                |             |             |             |             |             |             |  |  |       |       |       |       |       |       |       |  |
|  | 8             | VC Padova                 | 0             | 3                         | 0             |   |                          |                |             |             |             |             |             |             |  |  |       |       |       |       |       |       |       |  |
|  | 8             | VC Padova                 | 0             | 3                         | 0             |   | 1                        | Asystel Volley | 1           | 1           | 3           | 1           |             |             |  |  |       |       |       |       |       |       |       |  |
|  |               |                           |               |                           |               |   | 1                        | Asystel Volley | 1           | 1           | 3           | 1           |             |             |  |  |       |       |       |       |       |       |       |  |
|  |               |                           | 5             | Pallavolo Sirio Perugia   | 3             | 3 | 0                        | 3              |             |             |             |             |             |             |  |  |       |       |       |       |       |       |       |  |
|  | 4             | Volley Bergamo            | 5             | Pallavolo Sirio Perugia   | 3             | 3 | 0                        | 3              | 1           | 1           |             |             |             |             |  |  |       |       |       |       |       |       |       |  |
|  | 4             | Volley Bergamo            |               |                           |               |   |                          |                |             |             |             |             |             |             |  |  |       |       |       |       |       |       |       |  |
|  | 5             | Pallavolo Sirio Perugia   | 3             | 3                         |               |   |                          |                |             |             |             |             |             |             |  |  |       |       |       |       |       |       |       |  |
|  | 5             | Pallavolo Sirio Perugia   | 3             | 3                         |               | 5 | Pallavolo Sirio Perugia  | 3              | 3           | 3           |             |             |             |             |  |  |       |       |       |       |       |       |       |  |
|  |               |                           |               |                           |               |   |                          |                |             |             |             |             |             |             |  |  |       |       |       |       |       |       |       |  |
|  |               |                           | 2             | Giannino Pieralisi Volley | 2             | 0 | 0                        |                |             |             |             |             |             |             |  |  |       |       |       |       |       |       |       |  |
|  | 3             | Robursport Volley Pesaro  | 2             | Giannino Pieralisi Volley | 2             | 0 | 0                        | 3              | 3           |             |             |             |             |             |  |  |       |       |       |       |       |       |       |  |
|  | 3             | Robursport Volley Pesaro  |               |                           |               |   |                          |                |             |             |             |             |             |             |  |  |       |       |       |       |       |       |       |  |
|  | 6             | Chieri Torino Volley Club | 0             | 0                         |               |   |                          |                |             |             |             |             |             |             |  |  |       |       |       |       |       |       |       |  |
|  | 6             | Chieri Torino Volley Club | 0             | 0                         |               | 3 | Robursport Volley Pesaro | 2              | 1           | 0           |             |             |             |             |  |  |       |       |       |       |       |       |       |  |
|  |               |                           |               |                           |               | 3 | Robursport Volley Pesaro | 2              | 1           | 0           |             |             |             |             |  |  |       |       |       |       |       |       |       |  |
|  |               |                           | 2             | Giannino Pieralisi Volley | 3             | 3 | 3                        |                |             |             |             |             |             |             |  |  |       |       |       |       |       |       |       |  |
|  | 2             | Giannino Pieralisi Volley | 2             | Giannino Pieralisi Volley | 3             | 3 | 3                        | 3              | 3           |             |             |             |             |             |  |  |       |       |       |       |       |       |       |  |
|  | 2             | Giannino Pieralisi Volley |               |                           |               |   |                          |                |             |             |             |             |             |             |  |  |       |       |       |       |       |       |       |  |
|  | 7             | Vicenza Volley            | 0             | 1                         |               |   |                          |                |             |             |             |             |             |             |  |  |       |       |       |       |       |       |       |  |

#### Resultat
| Kvartsfinaler |                 |     |                            |
|               |                 |     |                            |
| 09-05         | Novara-Padova   | 3-0 | 25-18, 25-18, 25-18        |
| 09-05         | Bergamo-Perugia | 1-3 | 16-25, 20-25, 25-23, 22-25 |
| 09-05         | Vicenza-Jesi    | 0-3 | 8-25, 24-26, 16-25         |
| 09-05         | Pesaro-Chieri   | 3-0 | 30-28, 25-18, 35-33        |

| 13-05 | Padova-Novara   | 3-2 | 25-23, 26-24, 22-25, 20-25, 16-14 |
| 13-05 | Perugia-Bergamo | 3-1 | 25-18, 25-15, 19-25, 25-22        |
| 13-05 | Jesi-Vicenza    | 3-1 | 25-27, 25-12, 25-17, 25-13        |
| 13-05 | Chieri-Pesaro   | 0-3 | 27-29, 15-25, 23-25               |

| 16-05 | Novara-Padova | 3-0 | 25-20, 25-21, 25-19 |

| Semifinaler |                |     |                                   |
|             |                |     |                                   |
| 20-05       | Novara-Perugia | 1-3 | 25-21, 18-25, 14-25, 21-25        |
| 19-05       | Jesi-Pesaro    | 3-2 | 25-12, 20-25, 20-25, 25-23, 15-11 |

| 23-05 | Perugia-Novara | 3-1 | 22-25, 25-21, 25-17, 25-19 |
| 23-05 | Pesaro-Jesi    | 1-3 | 19-25, 25-22, 21-25, 18-25 |

| 27-05 | Novara-Perugia | 3-0 | 25-18, 25-19, 25-22 |
| 27-05 | Jesi-Pesaro    | 3-0 | 25-18, 25-23, 29-27 |

| 30-05 | Perugia-Novara | 3-1 | 20-25, 25-23, 25-19, 25-20 |

| Final |              |     |                                   |
|       |              |     |                                   |
| 06-06 | Jesi-Perugia | 2-3 | 23-25, 25-15, 21-25, 25-22, 13-15 |
| 10-06 | Perugia-Jesi | 3-0 | 25-23, 25-20, 25-22               |
| 13-06 | Jesi-Perugia | 0-3 | 18-25, 13-25, 27-29               |

## Resultat för deltagande i andra turneringar
| Lag                       | Turnering                    |
| ------------------------- | ---------------------------- |
| Pallavolo Sirio Perugia   | CEV Champions League 2007-08 |
| Asystel Volley            | CEV Champions League 2007-08 |
| Giannino Pieralisi Volley | CEV Champions League 2007-08 |
| Robursport Volley Pesaro  | CEV Cup 2007-08              |
| Vicenza Volley            | CEV Cup 2007-08              |
| River Volley              | Serie A2 2007-08             |
| Volley 2002 Forlì         | Serie A2 2007-08             |

## Statistik
| Vunna poäng | Vunna poäng           | Vunna poäng | Vunna poäng               |
| Pos.        | Namn                  | Poäng       | Lag                       |
| ----------- | --------------------- | ----------- | ------------------------- |
| 1           | Sheilla de Castro     | 366         | Robursport Volley Pesaro  |
| 2           | Érika Coimbra         | 360         | Chieri Torino Volley Club |
| 3           | Mirka Frankrike       | 349         | Pallavolo Sirio Perugia   |
| 4           | Elisa Togut           | 333         | Giannino Pieralisi Volley |
| 5           | Antonina Zetova       | 325         | Pallavolo Sirio Perugia   |
| 5           | Angelina Grün         | 325         | Volley Bergamo            |
| 7           | Nadia Centoni         | 318         | VC Padova                 |
| 8           | Marianne Steinbrecher | 301         | Robursport Volley Pesaro  |
| 9           | Carolina Costagrande  | 394         | Robursport Volley Pesaro  |
| 10          | Elena Koleva          | 393         | River Volley              |

| Vunna attacker | Vunna attacker        | Vunna attacker | Vunna attacker            |
| Pos.           | Namn                  | Poäng          | Lag                       |
| -------------- | --------------------- | -------------- | ------------------------- |
| 1              | Sheilla de Castro     | 310            | Robursport Volley Pesaro  |
| 2              | Érika Coimbra         | 307            | Chieri Torino Volley Club |
| 3              | Mirka Frankrike       | 300            | Pallavolo Sirio Perugia   |
| 4              | Elisa Togut           | 295            | Giannino Pieralisi Volley |
| 5              | Nadia Centoni         | 286            | VC Padova                 |
| 6              | Angelina Grün         | 272            | Volley Bergamo            |
| 7              | Antonina Zetova       | 269            | Pallavolo Sirio Perugia   |
| 8              | Taismary Agüero       | 259            | Asystel Volley            |
| 9              | Elena Koleva          | 258            | River Volley              |
| 10             | Marianne Steinbrecher | 256            | Robursport Volley Pesaro  |

| Vunna block | Vunna block        | Vunna block | Vunna block               |
| Pos.        | Namn               | Poäng       | Lag                       |
| ----------- | ------------------ | ----------- | ------------------------- |
| 1           | Monica Marulli     | 89          | Santeramo Sport           |
| 2           | Elena Busso        | 83          | River Volley              |
| 3           | Sara Anzanello     | 63          | Asystel Volley            |
| 3           | Kinga Maculewicz   | 63          | Robursport Volley Pesaro  |
| 3           | Maja Poljak        | 63          | Volley Bergamo            |
| 6           | Giovanna Baliana   | 62          | Chieri Torino Volley Club |
| 7           | Martina Guiggi     | 57          | Robursport Volley Pesaro  |
| 7           | Kateřina Bucková   | 57          | VC Padova                 |
| 7           | Jevhenija Duškevyč | 57          | Santeramo Sport           |
| 10          | Erin Aldrich       | 50          | Jogging Volley Altamura   |

| Serveess | Serveess             | Serveess | Serveess                  |
| Pos.     | Namn                 | Poäng    | Lag                       |
| -------- | -------------------- | -------- | ------------------------- |
| 1        | Anja Spasojević      | 25       | Asystel Volley            |
| 2        | Kinga Maculewicz     | 22       | Robursport Volley Pesaro  |
| 2        | Érika Coimbra        | 22       | Chieri Torino Volley Club |
| 4        | Simona Rinieri       | 21       | Giannino Pieralisi Volley |
| 5        | Sheilla de Castro    | 18       | Robursport Volley Pesaro  |
| 6        | Ilaria Garzaro       | 17       | Volley 2002 Forlì         |
| 6        | Jelena Nikolić       | 17       | VC Padova                 |
| 6        | Kateřina Bucková     | 17       | VC Padova                 |
| 9        | Katarzyna Skowrońska | 16       | Asystel Volley            |
| 9        | Angelina Grün        | 16       | Volley Bergamo            |
| 9        | Tetjana Voronina     | 16       | Jogging Volley Altamura   |

| Perfekta mottagningar | Perfekta mottagningar | Perfekta mottagningar | Perfekta mottagningar     |
| Pos.                  | Namn                  | Poäng                 | Lag                       |
| --------------------- | --------------------- | --------------------- | ------------------------- |
| 1                     | Monica de Gennaro     | 297                   | Vicenza Volley            |
| 2                     | Sônia Benedito        | 293                   | Santeramo Sport           |
| 3                     | Mia Jerkov            | 291                   | Volley 2002 Forlì         |
| 4                     | Maurizia Borri        | 288                   | Chieri Torino Volley Club |
| 5                     | Áurea Cruz            | 287                   | Jogging Volley Altamura   |
| 6                     | Noemi Porzio          | 268                   | Santeramo Sport           |
| 7                     | Isabella Zilio        | 261                   | Giannino Pieralisi Volley |
| 8                     | Monica Tripiedi       | 261                   | River Volley              |
| 9                     | Jelena Nikolić        | 257                   | VC Padova                 |
| 10                    | Valentina Fiorin      | 232                   | Chieri Torino Volley Club |
| 10                    | Carolina Costagrande  | 232                   | Robursport Volley Pesaro  |

OBS: Uppgifterna gäller enbart regular season